# Pteronemobius sjostedti
Pteronemobius sjostedti är en insektsart som beskrevs av Lucien Chopard 1934. Pteronemobius sjostedti ingår i släktet Pteronemobius och familjen syrsor. Inga underarter finns listade i Catalogue of Life.